# Angelusläuten

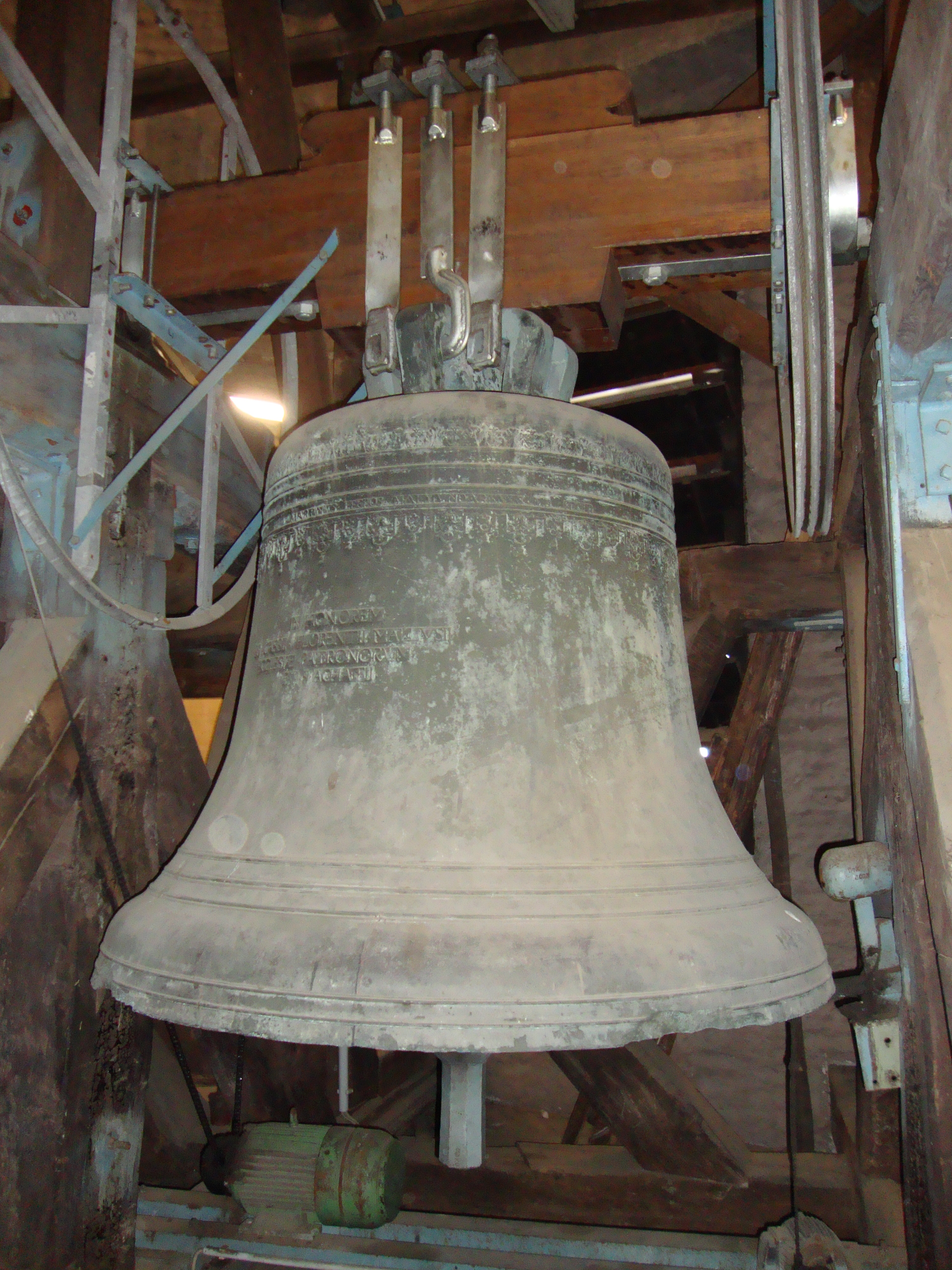
Bonner Münster: Glocke mit Schlagwerk (rechts)

Das Angelusläuten ist in der katholischen Kirche das morgendliche, mittägliche und abendliche Läuten der Kirchenglocken, bei dem das Angelusgebet gebetet wird. Das morgendliche und abendliche Läuten kann auch den Zeitpunkt anzeigen, zu dem die Kirche geöffnet und geschlossen wird.

## Geschichte
Der Impuls zur Einführung des abendlichen Läutens kam aus dem Franziskanerorden, als das Generalkapitel des Ordens in Pisa im Jahre 1263 unter Leitung des heiligen Bonaventura empfahl, die Gläubigen anzuleiten, beim abendlichen Läuten zur Komplet die Gottesmutter zu grüßen und der Menschwerdung Gottes zu gedenken, da Maria am Abend die Botschaft des Erzengels Gabriel gehört und Jesus empfangen habe. Im 14. Jahrhundert kam das Läuten am Morgen in Gebrauch, das ursprünglich ein Gebet um das öffentliche Wohl und den Frieden begleitete. Es wurde dann 1423 durch die Partikularkonzile in Köln und Mainz umgedeutet als „Erinnerung an die Schmerzen Marias bei der Passion Christi“.
Das Mittagsläuten entstand noch einmal fast ein Jahrhundert später: 1456 ordnete Papst Calixt III. an, zu Mittag zum Gebet für einen Sieg der ungarisch-serbischen Truppen in Belgrad gegen die belagernden Türken zu läuten. Dies wurde nach dem Sieg der christlichen Truppen am 22. Juli 1456 beibehalten. Es verschmolz mit dem anders motivierten Morgen- und Abendläuten, seit unter dem Einfluss der Jesuiten im 17. Jahrhundert die Deutung bestimmend wurde, dass das Morgenläuten an die Auferstehung Jesu Christi erinnere, das Mittagsläuten an sein Leiden am Kreuz und das Abendläuten an die Menschwerdung Christi.

### Ausführung
Die Zeiten für das Läuten des Angelus sind unterschiedlich. Morgens wird häufig um 7 Uhr (frühestens um 5 und spätestens um 8 Uhr) geläutet, mittags gegen 12 Uhr und Abends gegen 18 bzw. 19 Uhr. Die Läutezeiten des Abendangelus variieren in manchen Gemeinden; so wird im Winter früher geläutet als im Sommer.
Im Rheinland und darüber hinaus ist es eine weit verbreitete Sitte, das Angelusläuten mit einer Schlagfolge einzuleiten. Diese besteht aus drei Pulsen à drei Schlägen, die jeweils durch eine Pause von 10 bis 20 Sekunden getrennt werden. In diesen Zwischenzeiten soll Der Engel des Herrn gebetet werden. Darauf schließt sich ein ein- bis fünfminütiges Nach- oder Ausläuten mit einer bestimmten Glocke (etwa der Marienglocke) an. Dieses Läuten kann auch in umgekehrter Reihenfolge stattfinden; zuerst das Läuten, dann die dreimal drei Schläge (im schweizerischen Kanton Wallis dreimal ein Schlag). Am weitesten verbreitet ist jedoch das einfache Läuten einer einzelnen Glocke (vgl. Nachläuten).
Zusammenfassend:
- einfaches Läuten einer Glocke (z. B. Marienglocke) für ein bis fünf Minuten
- drei Schlagfolgen von jeweils drei Schlägen auf einer tontieferen Glocke, im Anschluss Nachläuten mit einer tonhöheren Glocke für ein bis fünf Minuten
- Vorläuten mit einer tonhöheren Glocke für ein bis fünf Minuten, im Anschluss Schlagfolge auf einer tontieferen Glocke

Im alpenländischen Raum, wo Glocken mit Klöppelfängern ausgestattet sind (insbesondere in Tirol, Südtirol, Salzburg), wird beim Angelusläuten der Klöppel zweimal für einige Glockenschwünge gehalten. So entstehen drei Läutsätze zu jeweils etwa ein bis zwei Minuten. Je nach Bedeutung des Tages in der Liturgie, erfolgt das Läuten mit unterschiedlichen Glocken, so zum Beispiel an einem kirchlichen Feiertag mit der größten Glocke.
Dem abendlichen Angelus wird unter anderem im alpenländischen Raum ein Läutesatz mit der kleinsten Glocke angefügt, um der an diesem Tag Verstorbenen zu gedenken. Das an einem Donnerstag wiederum daran angeschlossene Läuten der größten Glocke (oder einer Glocke, die auf Christus geweiht ist) erinnert an die Todesangst Christi am Ölberg und wird daher „Angstläuten“ oder „Gedächtnisläuten“ genannt.

### Angelusläuten im Triduum Sacrum
Zwischen dem Gloria am Gründonnerstag und dem der Osternacht schweigen in katholischen Kirchen im Gedenken an die Passion Jesu die Glocken. Als Ersatz werden Schlagbretter, Ratschen, Klappern und ähnliche Holzwerkzeuge genutzt, um die Gläubigen an die Zeiten für Gebet und Liturgie zu erinnern. Kinder gehen mit diesen Instrumenten durch die Straßen; dies wird Ratschen, landschaftlich auch Klappern, Kläppern usw. genannt.

## Übertragung in Medien
In Irland wird das abendliche Angelusläuten der St Mary’s Pro-Cathedral landesweit seit 1950 täglich in Radio von RTÉ übertragen, später kam auch eine TV-Übertragung durch RTÉ One hinzu.

## Gebetsläuten in der evangelischen Kirche
Auch in evangelischen Kirchen findet sich eine Form des täglichen Geläuts als Einladung zum Gebet. In den reformatorischen Kirchenordnungen wurde das Gebetsläuten (auch „Betzeitläuten“) beibehalten. Typisch ist etwa der Passus in der Hamburger Kirchenordnung von 1529 von Johannes Bugenhagen, die auch Eingang in spätere norddeutsche Kirchenordnungen fand, in der er das Läuten als eine Gebetseinladung pro pace (für den Frieden) versteht und es als „keine böse Gewohnheit“ beibehalten möchte; allerdings solle man das Vaterunser oder andere Gebete sprechen, nicht aber das Ave Maria. In der braunschweigischen Kirchenordnung von 1528 heißt es:

„Es ist keine böse Gewohnheit, dass man hier noch schlägt pro pace d. i. zum Frieden. Es ist aber nicht recht, dass man hat einen Mariendienst daraus gemacht, und nicht lassen bleiben, als es fromme Leute erst gefunden und gemacht haben: denn der alte Name ‚pro pace‘ weiset nach, dass es angefangen, da in diesen Gegenden viel Krieg ist gewesen, dass man sollte in allen Häusern und auf dem Felde bitten um einen zeitlichen Frieden.“

Dabei ist es im Wesentlichen bis heute geblieben; daher heißt das Gebetsläuten manchmal auch „Vaterunserläuten“. Es beginnt mit der Anrufung Gottes, es folgen entsprechend dem Vaterunser die sieben Bitten und es endet mit dem Rühmen seiner Herrlichkeit. Dazu wird eine Glocke neunmal mit kurzen Zwischenpausen angeschlagen. Die zeitliche Abfolge kann von einem dazu eingerichteten, besonderen Schlagwerk einer Turmuhr, dem sogenannten Betglockenwerk, ausgeführt werden.

## Sonstiges

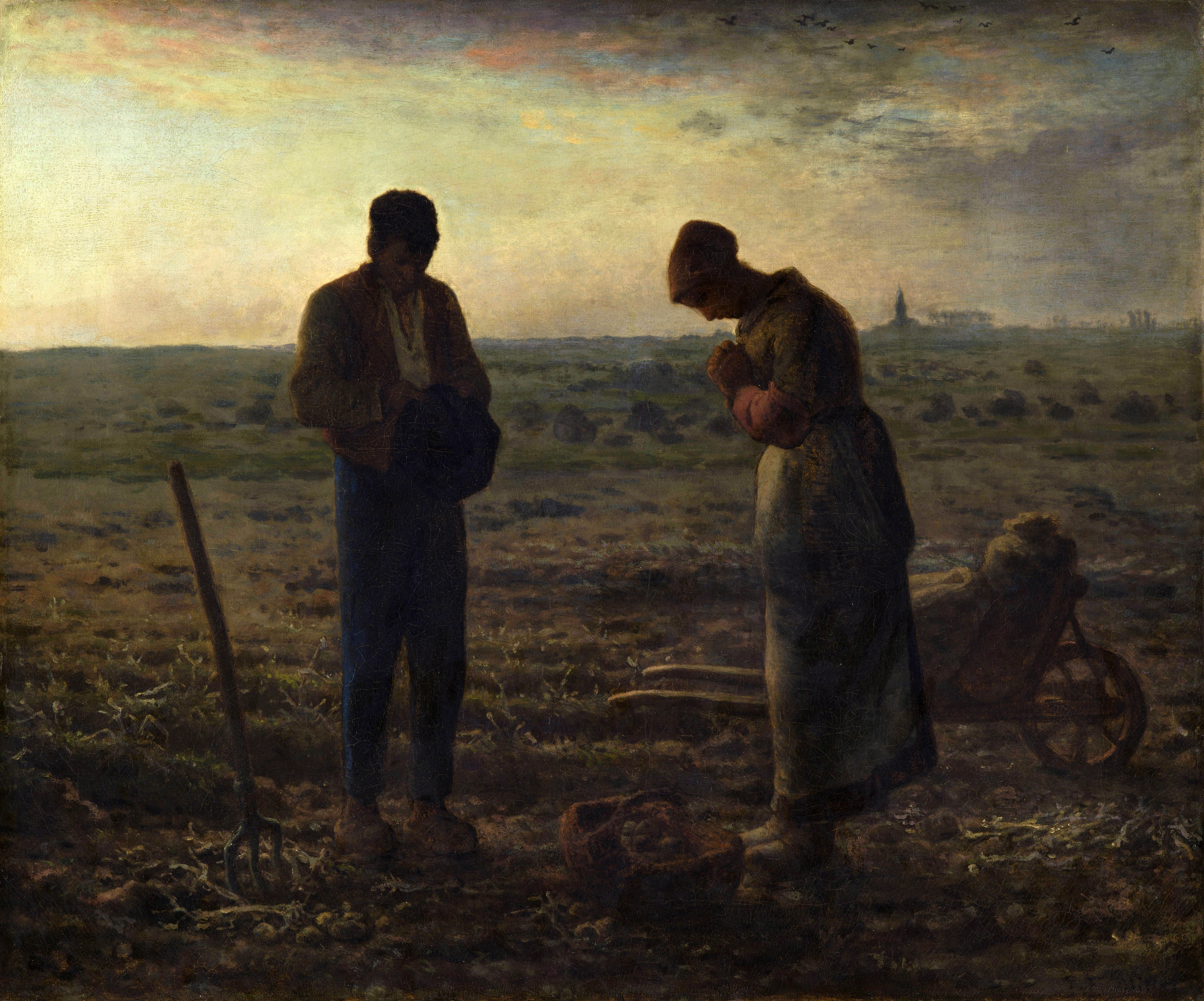
Jean-François Millet: Das Angelusläuten (1857–1859)

Zuweilen gibt es um das Morgenläuten juristische Auseinandersetzungen um vermeintliche Verletzungen des Bundes-Immissionsschutzgesetzes, die jedoch regelmäßig daran scheitern, dass das Angelusläuten in angemessenem Rahmen als kulturelle Tradition gilt. Für reine Wohngebiete gilt ein zulässiger Grenzwert von 58 Dezibel. Ausgenommen von diesem Grenzwert ist jedoch das Läuten zum Gottesdienst, da dieses einen höheren rechtlichen Schutz genießt.
Das Angelusläuten ist der Titel des bekanntesten Bildes des französischen Malers Jean-François Millet. Diese Mitte des 19. Jahrhunderts entstandene Darstellung ländlicher Frömmigkeit inspirierte unter anderem Salvador Dalí, dessen Werk zahlreiche Anspielungen darauf enthält.
Neben dem Angelusläuten und dem Läuten zu Beginn eines Gottesdienstes gibt es auch das Feiertagsläuten zur Ankündigung des liturgischen Beginns des Sonntags und hoher Festtage. Glockenläuten am Freitag um 15 Uhr erinnert an vielen Orten an die Sterbestunde Jesu.